# 王鑫
王 鑫（おう きん、ワン・シン、1992年8月11日 - ）は、中華人民共和国湖北省武漢市出身の飛込選手。
身長：140 cm。体重：28 kg。原名は王 若雪。
2008年に行われた北京オリンピックの10mシンクロナイズド高飛び込み競技において、同い年の陳若琳とペアを組み、金メダルを獲得した。

## 人物

### 経歴
- 1992年8月11日、中国湖北省武漢市の貧困家庭に産まれる。
- 1998年5月、北京路幼稚園を訪れた武漢市小児体育学校コーチ・喩伝発によって、体操選手への道を歩み始めるが、ケガに悩まされる。
- 2000年のある日、訓練中に右肩骨折をしてしまう。ケガはひどく、母親の何蕙は、体操選手を辞めさせようとするが、喩コーチの説得により、飛込みへと種目を変える。
- 2003年、天津市飛び込みチームに入り、李清がコーチになる。
- 2006年、中国ナショナルチームに入り、趙文進がコーチになる。
- 2008年、北京オリンピックにて金・銅メダルを獲得する。

### エピソード
- 本来なら、王若雪と言う名前だが、この「若」と「弱」の漢字が中国語では同音（ともに、ruò:ルォ）であることから、伏明霞のコーチとしても知られる乾芬によって、金（メダル）をたくさん手に入れると言う意味を持つ王鑫に改名した[2]。
- 中国では、ペアを組んだ陳若琳とともに、90年后（90年代生まれ）のメダリストということで、話題になった。
- 武漢市の実家は、経済的にかなり逼迫しており、その広さは24平方メートルしかないため、学費の捻出に大変苦労をした[3]。

## 主な成績
- オリンピック
  - 2008年北京オリンピック
    - 10m高飛込み 銅メダル
    - 10mシンクロナイズド高飛込み 金メダル
- 世界水泳
  - 2007年 メルボルン（オーストラリア）詳細
    - 10m高飛込み 金メダル

  - 2009年 ローマ（イタリア）詳細
    - 10mシンクロナイズド高飛込み 金メダル
- アジア大会
  - 2006年 ドーハ（カタール）詳細
    - 10mシンクロナイズド高飛込み 金メダル

## ソース
1. ↑  2008北京奥运会中国体育代表团成员名录
2. ↑  王鑫_百度百科
3. ↑  王鑫家只有24平米 父母夜市摆地摊供出奥运冠军_游泳-跳水_2008奥运站_新浪网